# Dipodomys agilis
Espèce
Statut de conservation UICN

 LC  : Préoccupation mineure
Dipodomys agilis, est une espèce de Rongeurs de la famille des Heteromyidae. C'est un petit mammifère qui fait partie des rats-kangourous d'Amérique. 
L'espèce a été décrite pour la première fois en 1848 par un naturaliste américain, William Gambel (1823-1849). 

## Répartition et habitat
Cette espèce est présente aux États-Unis et au Mexique. Elle vit majoritairement dans les montagnes, notamment dans les chaparrals.

## Liste des sous-espèces
Selon Mammal Species of the World (version 3, 2005)  (2 juin 2016) et ITIS (2 juin 2016) :
- sous-espèce Dipodomys agilis agilis
- sous-espèce Dipodomys agilis perplexus